# Thelma Davies
Thelma Davies (* 8. Mai 2000 in Liberia) ist eine liberianisch-US-amerikanische Leichtathletin, die sich auf den Sprint spezialisiert hat und seit 2024 für Liberia startberechtigt ist.

## Leben
Thelma Davies flüchtete als kleines Kind mit ihrer Familie aus Liberia in die Vereinigten Staaten und wuchs im Bundesstaat Pennsylvania auf. 2023 schloss sie ihr Studium der Bewegungswissenschaft an der Louisiana State University mit einem Bachelor-Abschluss ab.

## Sportliche Laufbahn
2019 sammelte Davies erste internationale Erfahrungen, als sie bei den U20-Panamerikameisterschaften in San José in 11,39 s die Silbermedaille im 100-Meter-Lauf gewann und mit der US-amerikanischen 4-mal-100-Meter-Staffel in 43,51 s die Goldmedaille gewann. Im selben Jahr begann sie ein Studium an der Louisiana State University. 2024 startete sie mit der liberianischen Staffel bei den Afrikameisterschaften in Douala und gewann dort in 44,38 s gemeinsam mit Destiny Smith-Barnett, Maia McCoy, Ebony Morrison die Bronzemedaille hinter den Teams aus Nigeria und Ghana. Im August schied sie bei den Olympischen Sommerspielen in Paris mit 12,05 s im Vorlauf über 100 Meter aus. Zudem war sie Fahnenträgerin Liberias während der Eröffnungsfeier der Spiele.

## Persönliche Bestleistungen
- 100 Meter: 11,01 s (+0,3 m/s), 11. Mai 2024 in Gainesville
  - 60 Meter (Halle): 7,23 s, 14. Februar 2020 in Fayetteville
- 200 Meter: 22,17 s (+0,6 m/s), 11. Mai 2024 in Gainesville
  - 200 Meter (Halle): 22,80 s, 15. Februar 2020 in Fayetteville